# Paolo Rabitti
Paolo Rabitti (Castellarano, 28 ottobre 1936) è un arcivescovo cattolico italiano, dal 1º dicembre 2012 arcivescovo emerito di Ferrara-Comacchio.

## Biografia
Nasce a Castellarano, in provincia e diocesi di Reggio Emilia, il 28 ottobre 1936.

### Ministero sacerdotale
Il 30 ottobre 1960 è ordinato presbitero dal cardinale Giacomo Lercaro per l'arcidiocesi di Bologna.
Ricopre l'incarico di rettore del Pontificio seminario regionale Flaminio di Bologna dal 1971 al 1984.
Il 6 ottobre 1988 è nominato sottosegretario della Pontificia commissione per la conservazione del patrimonio storico e artistico della Chiesa e il 4 maggio 1993 segretario della medesima, che aveva nel frattempo assunto il nome di Pontificia commissione per i beni culturali della Chiesa. Il 30 marzo 1990 riceve il titolo onorifico di prelato d'onore di Sua Santità.

### Ministero episcopale
Il 25 maggio 1995 papa Giovanni Paolo II lo nomina vescovo di San Marino-Montefeltro, ponendo così fine all'unione in persona episcopi tra questa sede e la diocesi di Rimini; succede a Mariano De Nicolò, rimasto solamente vescovo di Rimini. Il 24 giugno seguente riceve l'ordinazione episcopale, nella cattedrale di San Pietro a Bologna, dal cardinale Giacomo Biffi, co-consacranti l'arcivescovo Francesco Marchisano e il vescovo Mariano De Nicolò. Il 25 giugno prende possesso della diocesi.
Il 2 ottobre 2004 lo stesso papa lo nomina arcivescovo di Ferrara-Comacchio; succede a Carlo Caffarra, precedentemente nominato arcivescovo metropolita di Bologna. Il 28 novembre prende possesso dell'arcidiocesi.
Il 1º dicembre 2012 papa Benedetto XVI accoglie la sua rinuncia al governo pastorale dell'arcidiocesi di Ferrara-Comacchio, presentata per raggiunti limiti d'età; gli succede Luigi Negri, fino ad allora vescovo di San Marino-Montefeltro. Rimane amministratore apostolico dell'arcidiocesi fino all'ingresso del successore, avvenuto il 3 marzo 2013.
Il 16 dicembre 2013 papa Francesco lo nomina membro della Congregazione per i vescovi.

## Critiche
Gli viene contestato un comportamento ostile nei confronti dei genitori di Federico Aldrovandi per aver osteggiato le indagini e la mediatizzazione del caso inerente alla morte del giovane Federico dal pulpito diocesano, nonostante la perentoria presa di posizione di un sacerdote della stessa arcidiocesi.

## Genealogia episcopale
La genealogia episcopale è:
- Cardinale Scipione Rebiba
- Cardinale Giulio Antonio Santori
- Cardinale Girolamo Bernerio, O.P.
- Arcivescovo Galeazzo Sanvitale
- Cardinale Ludovico Ludovisi
- Cardinale Luigi Caetani
- Cardinale Ulderico Carpegna
- Cardinale Paluzzo Paluzzi Altieri degli Albertoni
- Papa Benedetto XIII
- Papa Benedetto XIV
- Papa Clemente XIII
- Cardinale Marcantonio Colonna
- Cardinale Giacinto Sigismondo Gerdil, B.
- Cardinale Giulio Maria della Somaglia
- Cardinale Carlo Odescalchi, S.I.
- Cardinale Costantino Patrizi Naro
- Cardinale Lucido Maria Parocchi
- Papa Pio X
- Papa Benedetto XV
- Papa Pio XII
- Cardinale Eugène Tisserant
- Papa Paolo VI
- Cardinale Giovanni Colombo
- Cardinale Giacomo Biffi
- Arcivescovo Paolo Rabitti